# Tapsony
Tapsony község Somogy vármegyében, a Marcali járásban.

## Fekvése
Tapsonyt legkönnyebben a 68-as főútról lehet megközelíteni a 6803-as úton, a leágazástól három kilométerre. A 7-es fóútról Holládon letérve ugyanezen az úton érhető el, Nagyszakácsin keresztül. Vasútállomás csak Böhönyén van a Somogyszob–Balatonszentgyörgy-vasútvonalon (körülbelül 9 kilométerre). Az autóbuszok főként az iskolához és a munkahelyekhez igazodnak.
Tapsony jellegzetesen sugaras szerkezetben épült. A falu központja a Széchenyi tér, innen ágazik szét 6 utcája. A leghosszabb több mint két kilométer. A főtéren található a polgármesteri hivatal, a vegyesbolt, a művelődési ház, a világháborús emlékművek, valamint kissé arrébb a templom is. A 20. század elején a falu déli részén új utcák nyitásával alakult ki e szabályos szerkezet. Minden utcában láthatók régi és új házak egyaránt.
A falutól körülbelül 1 kilométerre fekszik a halastó és emelkedik a szőlőhegy. Itt a falubelieknek vannak kis présházaik és hétvégi telkeik. A megtermelt bor általában a pinceszereken és a baráti társaságokban fogy el. A Tapsony határában húzódó szántókon főként a helyi vállalkozások termesztenek búzát, kukoricát és repcét.

## Története
A község történetét 1331-től jegyzik, amikor Szécsényi Tamásé lett Károly király adományaként. 1355-től 1480-ig az Anthimi család birtoka, ezután Szenterzsébeti Terjék András és az Enyingi Török család osztoztak rajta, valamint a Vasperi és a Kálozfalvi Taba család is szerepelt a birtokosok sorában. 1626-ig sűrűn váltották egymást a földesurak: 1500-ban Szobi Jánostól Bakócz Tamás, 1536-ban az esztergomi káptalan és Pekry Lajos, 1550-ben Alya Máté és Wárday Zsigmond, 1598-ban az esztergomi káptalan és Lengyel István adta el illetve vásárolta meg a községet és határának földjeit.
Ezután, a 20. század elejéig az esztergomi káptalan kizárólagos birtokaként tartották nyilván. 1715-35 között Tapsonyban volt Somogy vármegye székhelye. A főispán, Nádasdy Tamás gróf ugyanis bérbe vette az esztergomi főkáptalan birtokában lévő Tapsonyt, és korabeli szokás szerint a vármegye gyűléseit a főispán birtokán tartották. A történelmi időszak során a községet a 18. században Nádasdy főispán ítélkező megyegyűlése tette nevezetessé. A boszorkányperek és azok ítéleteinek végrehajtása sok riadalmat keltett a környéken. A megyeháza épületének rommaradványai is eltűntek már. A boszorkányperek vádlottjai mellett idekerültek a szenyéri jobbágyzendülés résztvevői, valamint az ellenreformációt ellenző prédikátorok is. A börtönnek követnie kellett volna a vándorló vármegyei közigazgatást, a tapsonyi létesítmény azonban kiszolgálta a később megyeszékhely Marcalit, sőt sokáig Kaposvárt is. Az 1930-as években Tapsonynak még közel 1900 lakosa volt, hozzá tartozott Terebezd, Merke, Móricfa és Tölös. A Nagyszakácsi Körjegyzőséghez tartozott, de iskola, posta, telefon helyben volt, valamint jól működő közösségek adtak egységet a falunak. (Tűzoltó-egyesület és leventeegyesület, polgári lövészegylet, katolikus polgári olvasókör, hitelszövetkezet, Hangya-szövetkezet.) Az esztergomi főkáptalannak voltak itt a legnagyobb földbirtokai, 3913 kh. földterület tulajdonosaként.
A második világháború után néhány évig még Nagyszakácsi volt a közigazgatás központja, azonban 1950-től már Tapsonyba került át az irányítás. 1970-ig a Tapsonyi Községi Tanács, 1990-ig pedig Tapsonyi Községi Közös Tanács (ide tartozott Nagyszakácsi, Szenyér és Nemeskisfalud is) intézte a falu illetve a lakosság ügyes-bajos dolgait. 1991-től önálló polgármesteri hivatal működik. Az 1960-as évektől jellemző a településre a nagyfokú elvándorlás. 30 év alatt az 1500-as lélekszám 1000 fő alá csökkent. Az erőszakolt téeszszervezéssel a falu elvesztette hagyományos gazdasági struktúráját, az új pedig kevésnek bizonyult arra, hogy ellensúlyozza a várost előtérbe helyező településpolitika hatásait. Még így is a mezőgazdaság maradt a legfőbb megélhetési forrás. A termelőszövetkezet a szervezéstől 1970-ig először önállóan gazdálkodott, majd csatlakozott Nagyszakácsi, Szenyér és Nemeskisfalud szövetkezeteihez. A rendszerváltás után a téesz helyett magánvállalkozások alakultak. Jelentős szerepet töltött be a régebben mezőgazdaságra épülő gépállomás, majd a Mezőgép helyi üzeme, aztán a már profilt váltó Medicor, később Palicz Művek, jelenleg Hans Pausch röntgengépgyártó üzem.

## Közélete

### Polgármesterei
- 1990–1994: Fülöp László (független)[3]
- 1994–1998: Fülöp László (független)[4]
- 1998–2002: Dr. Vízi Jenő (független)[5]
- 2002–2006: Fábos István (független)[6]
- 2006–2010: Fábos István (független)[7]
- 2010–2014: Fábos István (Fidesz-KDNP)[8]
- 2014–2019: Fábos István (Fidesz-KDNP)[9]
- 2019–2024: Fábos István (Fidesz-KDNP)[10]
- 2024– : Vasasné Papp Ibolya (független)[1]

## Népesség
A település népességének változása:
| Lakosok száma | 743  | 744  | 736  | 587  | 536  | 565  | 564  |
|               | 2013 | 2014 | 2015 | 2021 | 2022 | 2023 | 2024 |

A 2011-es népszámlálás során a lakosok 77,1%-a magyarnak, 15% cigánynak, 2,6% németnek mondta magát (20,7% nem nyilatkozott; a kettős identitások miatt a végösszeg nagyobb lehet 100%-nál). A vallási megoszlás a következő volt: római katolikus 63,2%, református 1,9%, evangélikus 0,7%, felekezeten kívüli 8% (25,5% nem nyilatkozott).
2022-ben a lakosság 74,8%-a vallotta magát magyarnak, 8,6% cigánynak, 5,4% németnek, 0,2% örménynek, 0,2% bolgárnak, 0,2% románnak, 0,2% szlováknak, 1,5% egyéb, nem hazai nemzetiségűnek (20% nem nyilatkozott; a kettős identitások miatt a végösszeg nagyobb lehet 100%-nál). Vallásuk szerint 43,3% volt római katolikus, 2,1% református, 0,6% evangélikus, 0,4% görög katolikus, 0,6% egyéb keresztény, 1,3% egyéb katolikus, 7,5% felekezeten kívüli (43,8% nem válaszolt).

## Neves személyek
- Itt született 1819-ben Barta András honvédtiszt, levéltáros.
- Itt született 1819-ben Barta Béla (Tapsony, 1819-1891) budapesti királyi táblai tanácselnök.
- Itt született 1857. augusztus 25-én Számord Ignác római katolikus plébános.
- Itt született 1879-ben Katona Gyula magyar tornász, olimpikon.
- Itt hunyt el 2001-ben Völgyes Iván történész, politológus, egyetemi tanár.

## Nevezetességei
Tapsonyban három műemlék található: az 1750 és 1753 között barokk stílusban felépült római katolikus templom, a szintén barokk, 237 éves pestisoszlop a temetőben, valamint ennek közelében egy 130 éves fa harangláb, amelyet eredetileg Kismerkepusztán állítottak fel.